# スリラーラジオ
『スリラーラジオ』は、2024年4月6日からエフエム北海道（AIR-G'）で放送されているの怪談番組。放送時間は毎週土曜 25:00 - 25:30 （日本標準時）。
パーソナリティのゆーすけは、すすきのの怪談ライブバー「スリラーナイト」に所属する怪談師。